# سید محمدابراهیم فقیهی
سید محمدابراهیم فقیهی (۳ دی ۱۳۲۶ – نی‌ریز، ۱۹ مهر ۱۳۶۰ – شیراز) پزشک ایرانی و رئیس پیشین دانشکده پزشکی شیراز بود. بیمارستان شهید فقیهی در شیراز به یاد او نامگذاری شده‌است.

## زندگی‌نامه
سید محمدابراهیم فقیهی در ۳ دی ۱۳۲۶ در نی‌ریز زاده شد و تحصیلات خود را تا پایان مقطع متوسطه در زادگاهش ادامه داد. او پس از گذراندن خدمت سربازی در ساوه با شرکت در کنکور سراسری در رشته پزشکی دانشگاه علوم پزشکی شیراز پذیرفته شد و در آنجا به فعالیت‌های انقلابی روی آورد. او با شروع جنگ ایران و عراق نخستین گروه امداد پزشکی در خوزستان را تشکیل داد و به اهواز عزیمت کرد. او سرانجام در روز ۱۹ مهرماه سال ۱۳۶۰ در حالیکه به عنوان دستیار تخصصی رشته جراحی استخوان و مفاصل در حال تحصیل بود،
هنگام مراجعت از محل کار در جلوی درب منزلش واقع در خیابان شهیدفقیهی شیراز (صورتگر سابق) و در جلوی چشم پسر دبستانیش به ضرب گلوله توسط منافقین کوردل، ترور و کشته‌شد.

از فعالیت‌ها و مسئولیت‌های او می‌توان به ریاست دانشکده پزشکی شیراز، نماینده آیت‌الله سید عبدالحسین دستغیب در دانشگاه علوم پزشکی شیراز، دبیر شورای جهاد دانشگاهی شیراز، ریاست جامعه اسلامی پزشکان شیراز، تشکیل کمیته کمک به عشایر، تشکیل جامعه اسلامی تقوا، راه‌اندازی انجمن اسلامی پزشکان، راه‌اندازی صندوق قرض‌الحسنه «اندوخته‌های خاتم»، تأسیس شرکت تعاونی در شهرستان نی‌ریز و نیز تهیه و چاپ نشریه‌ای در ساوه اشاره کرد.